# سمير محاميد
سمير صبحي محاميد، (العبرية: סמיר מחאמיד)، (مواليد أم الفحم 1964)، هو سياسي ومربي فلسطيني، ورئيس بلدية أم الفحم ثالث كبرى المدن العربية داخل الخط الأخضر، حاصل على درجة الدكتوراه من الجامعة العبرية في موضوع الهندسة الوراثية في علم النباتات، انتخب لرئاسة بلدية ام الفحم عام 2018 كمرشح مستقل عن قائمة البيت الفحماوي. حاز على وسام "فارس جودة الحكم" لعام 2022.

## سيرته
تلقى تعليمه الابتدائي في مدينة ام الفحم، فيما استكمل تعليمه الثانوي في المدرسة الزراعية «مكفيه يسرائيل». درس للّقب الأول في كلية الزراعة في الجامعة العبرية بالقدس في مادة «وقاية النباتات»، ثم انهى اللقب الثاني بموضوع (الإبادة البيولوجية)، بينما تخصص في دراسة الدكتوراه في موضوع الهندسة الوراثية في علم النباتات في ذات الجامعة.
بدأ مشواره في سلك التربية والتعليم، مدرسا للبيولوجيا وعلم البيئة في مدينته، في العام 92 انتقل للتدريس في المدرسة الثانوية للبنات «خديجة بنت خويلد» واشغل بين الاعوام 1996 و2004، منصب نائب المدير، وفي العام 2004 انتقل إلى منصب مدير المدرسة الثانوية الأهلية في أم الفحم حتى انتخابه عام 2018 لرئاسة البلدية. محاميد متزوج وأب لـثلاث أبناء وإبنتين.

## العمل البلدي
في العام 2021 توصل إلى توقيع اتفاق شامل مع الحكومة الإسرائيلية، هو الأول من نوعه على مستوى المدن العربية في إسرائيل، بموجبه يتم تنظيم 15 الف وحدة سكنية، وتنظيم موضوع الأراضي العامة والخاصة والأحياء السكنية الجديدة ومناطق التشغيل والتجارة لأول مرة.
سلطت الاضواء اليه في مارس 2022، على إثر إقدام شابين من مدينة أم الفحم ينتميان لتنظيم داعش على تنفيذ عملية هجومية في مدينة الخضيرة اسفرت عن مقتل إسرائيليين، وتعرض مدينة أم الفحم لحملة من التحريض من قبل اليمين الإسرائيلي المتطرف.

## جوائز
عام 2023 فاز محاميد بوسام "فارس جودة الحكم" لعام 2022، الذي تلقاه من "الحراك لأجل جودة الحكم" (התנועה למען איכות השלטון)، وذلك لـ"كفاحه المستمر ضد المنظمات الإجرامية في مدينته. أعدت البلدية تحت قيادته خطة شاملة للقضاء على العنف في المجتمع العربي. بالإضافة إلى ذلك، وقّع على اتفاقية شاملة تاريخية للمدينة - الاتفاقية الشاملة الأولى التي وُقّعت مع رئيس سلطة في المجتمع العربي في إسرائيل".

## روابط خارجية
- موقع بلدية ام الفحم